# Albert Dubois-Pillet
Pour les articles homonymes, voir Pillet.
Albert Dubois, dit Albert Dubois-Pillet, né le 28 octobre 1846 à Paris et mort le 18 août 1890 au Puy-en-Velay, est un peintre et officier français.
Il fit partie de la Société des artistes indépendants, dont il est l'un des membres fondateurs en 1884.

## Biographie

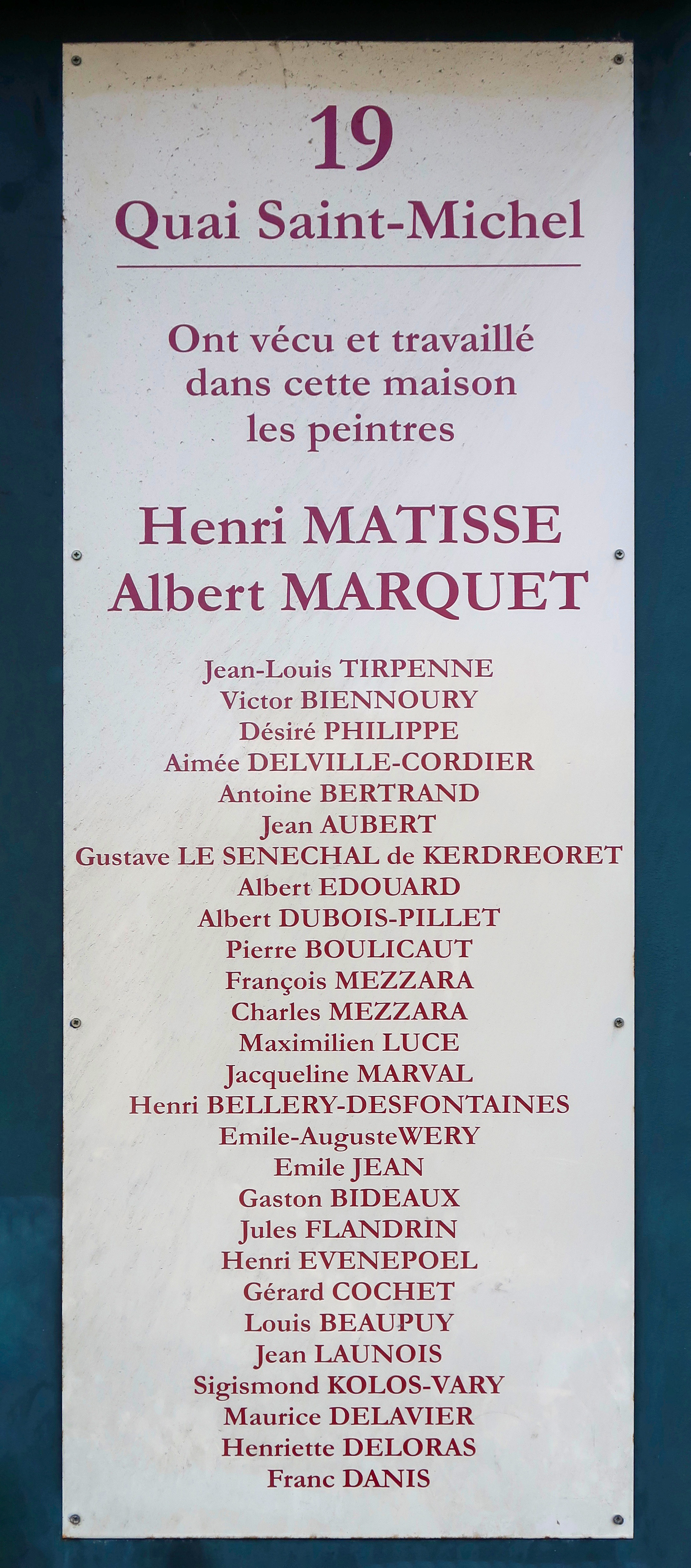
Plaque au no 19, quai Saint-Michel à Paris, où Dubois-Pillet eut un atelier.

Albert Dubois est le fils de Jules Sylvain Dubois, négociant fortuné et de Sophie Hortense Pillet, son épouse, sœur du commissaire-priseur Charles Pillet. Il grandit à Paris. Après des études à Toulouse et à l'École spéciale militaire de Saint-Cyr, il fait partie du 1er régiment de voltigeurs de la Garde impériale pendant la guerre franco-prussienne de 1870. Après la défaite de Sedan, il est interné à Paderborn. Il rentre à  Toulouse en avril 1871. En mai 1871, il participe dans l'Armée régulière à la Semaine sanglante qui réprime la Commune de Paris. Nommé lieutenant le 21 mai 1872, il est affecté au 90e régiment d'infanterie de ligne puis il nommé capitaine au 77e régiment d'infanterie le 8 mai 1876. Nommé capitaine, il est muté à Poitiers en 1876. En 1878 il demande à être affecté à la Garde républicaine, ce qu'il obtient et regagne Paris le 11 novembre 1879.
Il expose au Salon des indépendants en 1884 un Enfant mort, tableau dont Émile Zola s'inspirera pour un passage de son roman L'Œuvre (1886). À l'occasion de la création de la Société des indépendants, dont il est un des cofondateurs, il rencontre Paul Signac et Georges Seurat dont il devient l'ami.
Représentatif du mouvement du pointillisme, Albert Dubois-Pillet débat avec eux de la peinture, de la couleur. Jules Christophe écrit : « Dubois-Pillet ne se voua à la technique nouvelle (division du ton, mélange des couleurs sur la rétine) qu'en 1887, après la scandaleuse (on m'entend) manifestation de Georges Seurat… Mais, depuis ce moment, toujours en éveil, inquiet, il cherche, il cherche, il chemine, courageux, plus, aventureux, vers la muse Certitude, avec, sous le bras, la traduction de la Théorie des Couleurs de Sir O. N. Rood, professeur de physique à New York. Et ses investigations dans cette bible l'ont conduit à une division du ton plus affinée encore. »
Le 21 novembre 1889, il est muté au Puy-en-Velay en qualité de chef d'escadron. Il est le nouveau commandant de la gendarmerie de la Haute-Loire.   
Après avoir occupé un atelier au 19, quai Saint-Michel à Paris, il dispose de son dernier atelier au Puy.  
Albert Dubois-Pillet meurt le 18 août 1890 de la variole à l'hôpital mixte du Puy.

## Collections publiques
- Paris, musée d'Orsay.
- Colmar, musée Unterlinden.
- Genève, Petit Palais.

Œuvres d'Albert Dubois-Pillet
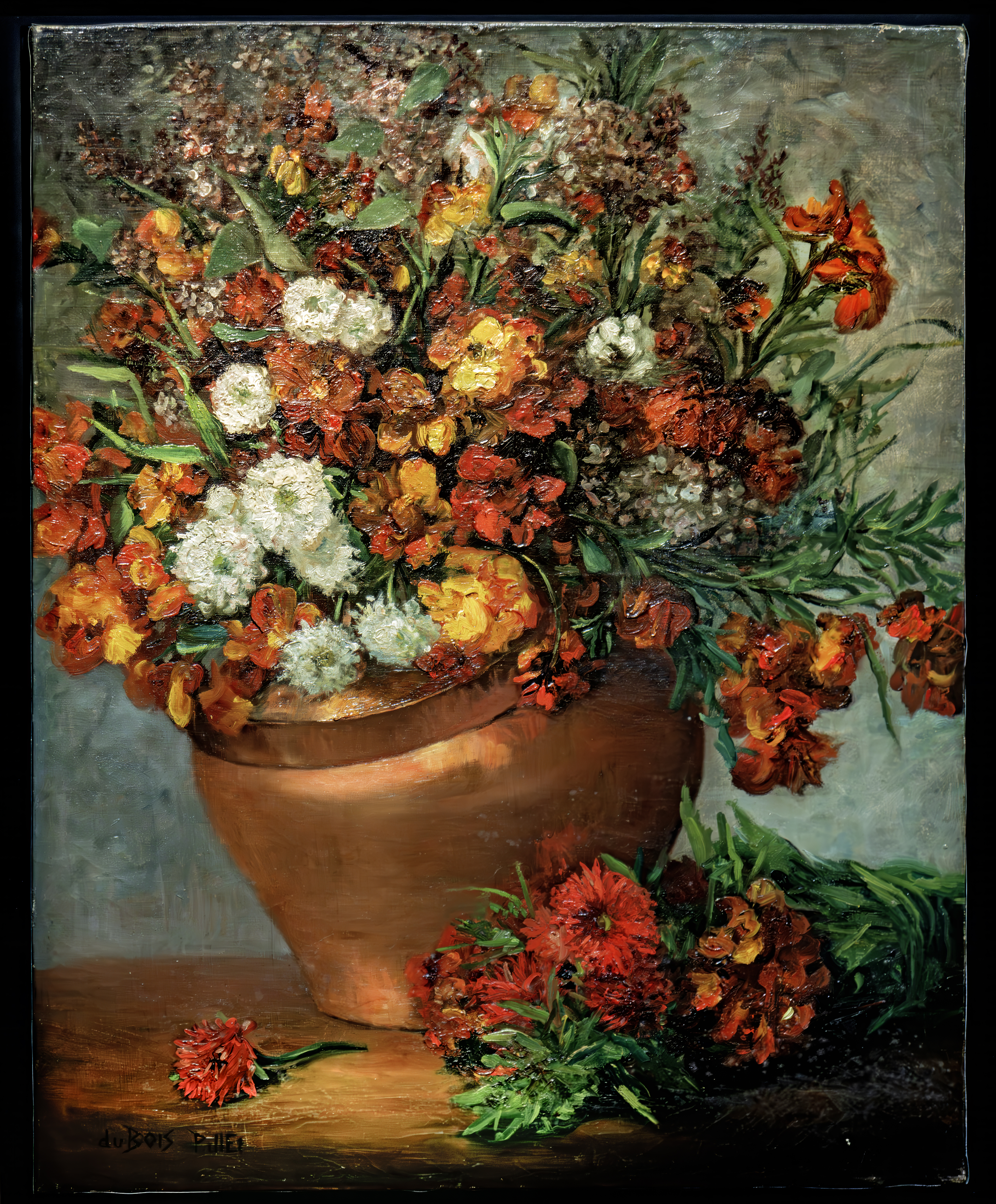
Fleur dans un vase en cuivre, 1884
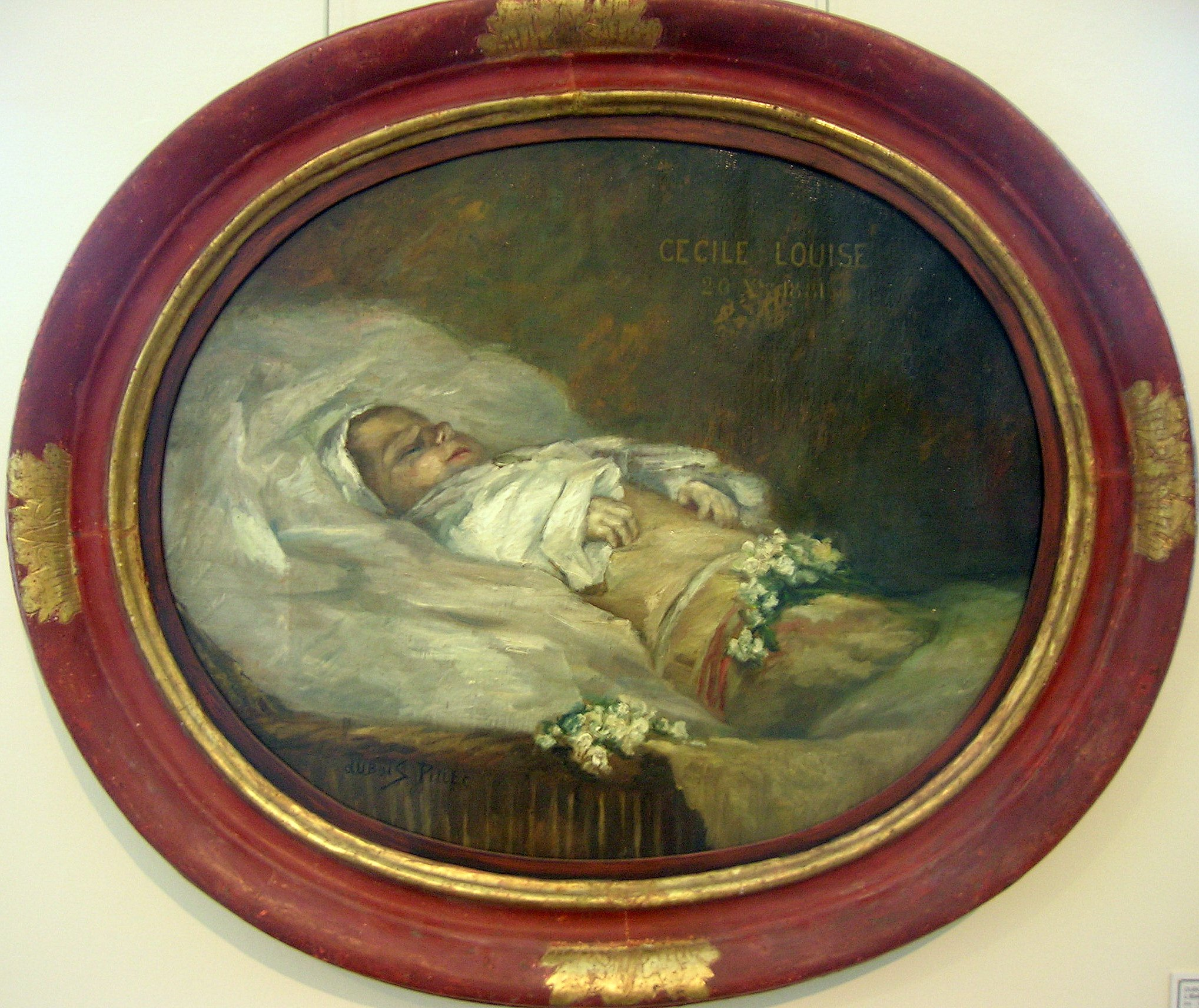
Enfant mort (1881), musée Crozatier au Puy-en-Velay.
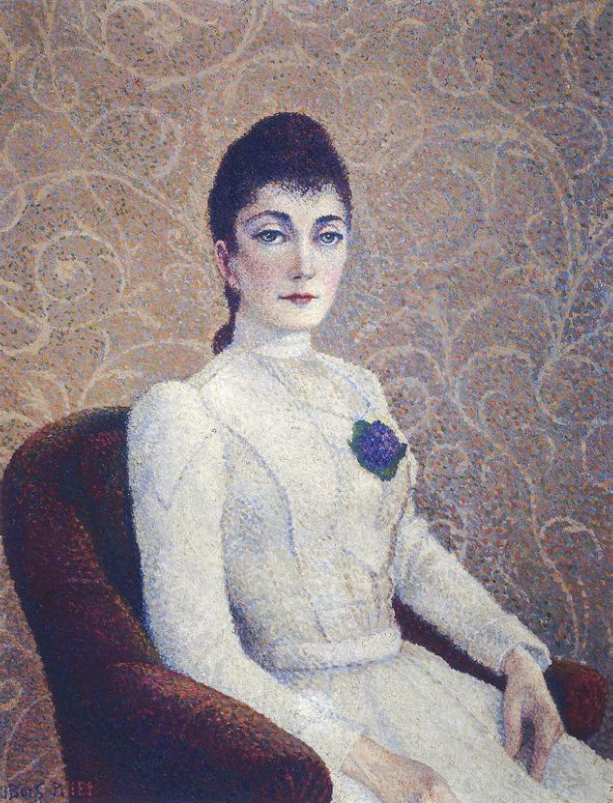
La Dame à la robe blanche (1886), musée d'Art moderne et contemporain de Saint-Étienne Métropole.
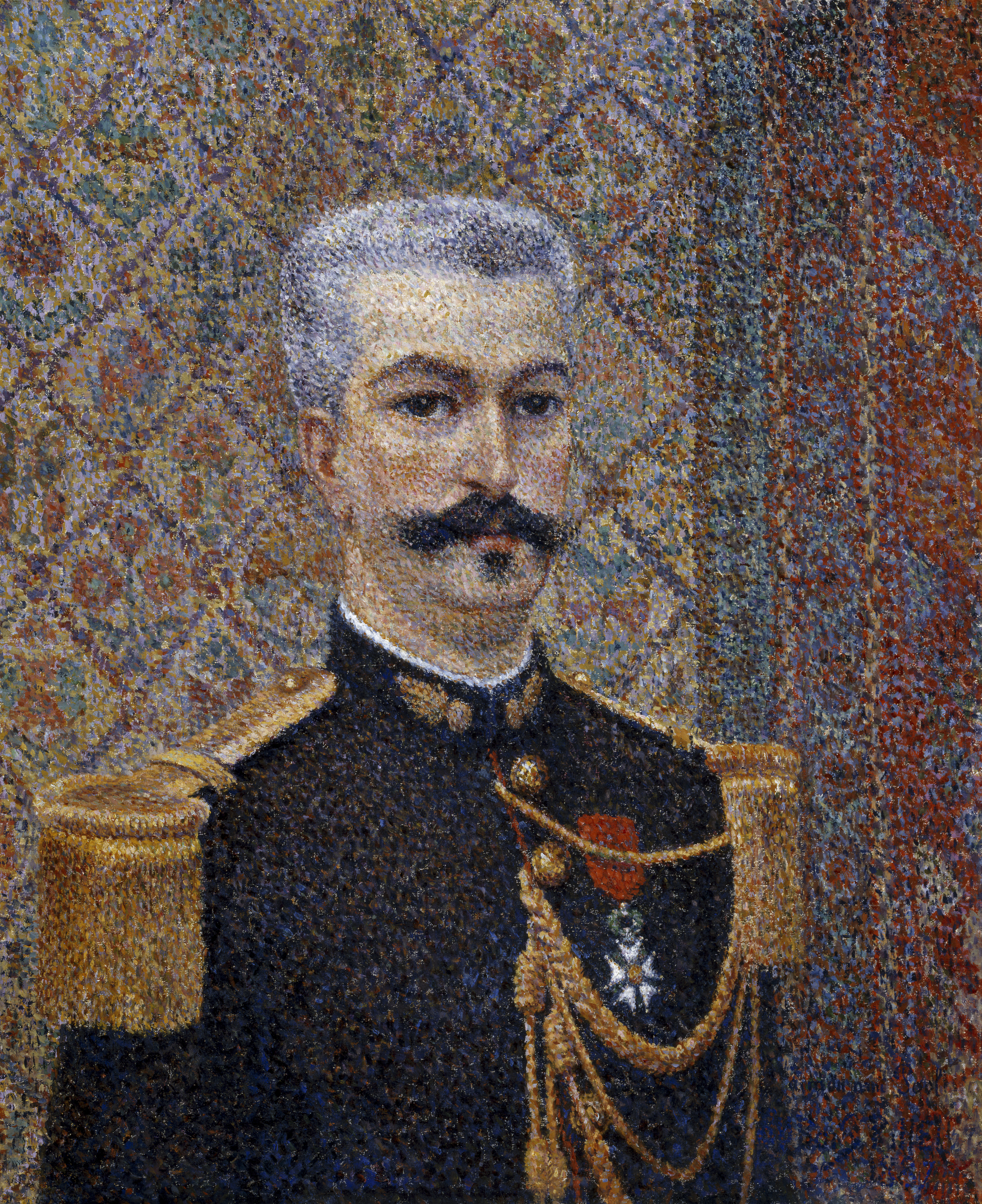
Portrait de Monsieur Pool (1887), musée d'Art d'Indianapolis.
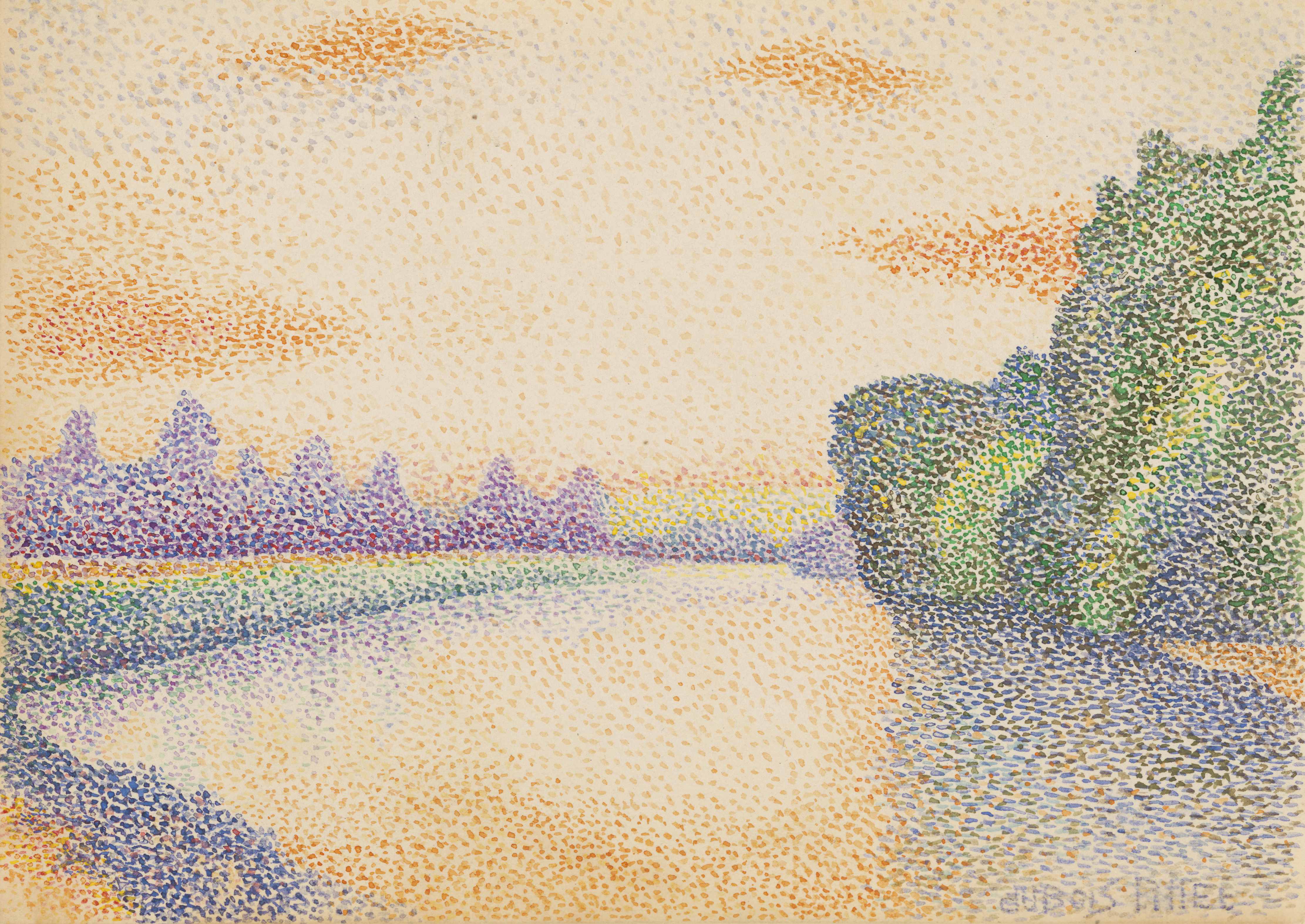
Les Rives de la marne à l'aube (vers 1888), Getty Center.
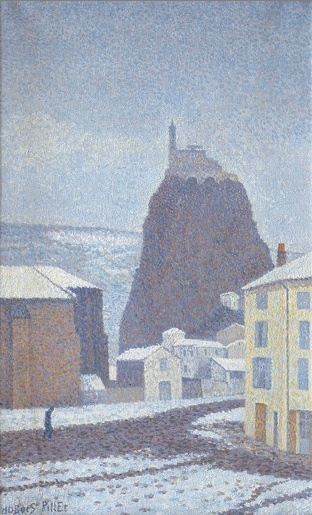
Saint-Michel d'Aiguilhe sous la neige, musée Crozatier au Puy-en-Velay.
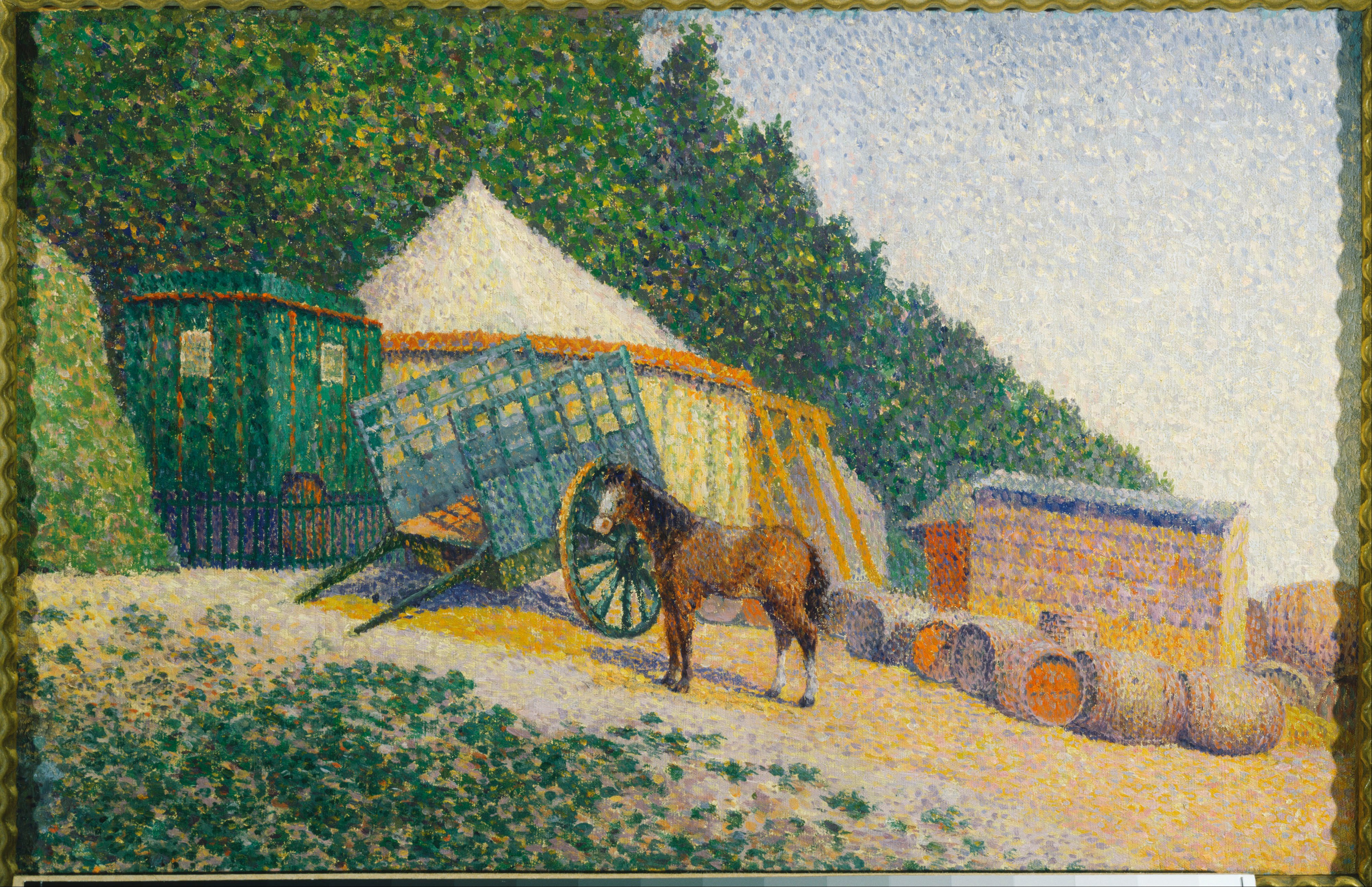
Campement d'un petit cirque, The Phillips Collection.